# Кончак
Конча́к (бл. 1150 – бл. 1205) — половецький хан, який у другій половині XII століття об'єднав під своєю владою половців і створив сильну військову організацію. Онук Шарукана, син Атрака
1172–83 – у союзі з ханом Кобяком, 1184–86 – з ханом Ґзаком. Здійснив низку походів у Переяславську (1174, 1178, 1183), Київську і Чернігівську (1185, 1187) землі.
1184 був розбитий з'єднаними військами князів Святослава Всеволодича і Рюрика Ростиславича на річці Хорол.
У 1185 році розбив на річці Каялі війська князя Ігоря Святославича і взяв його у полон. Боротьба Кончака з руськими князями на чолі з новгород-сіверським князем Ігорем Святославовичем лягла в основу сюжету «Слова о полку Ігоревім».
Давньоруський літописець пише про Кончака як могутнього богатиря. Його стійбище знаходилось на березі р. Тор у середній течії Сіверського Дінця. Тут у полоні перебував новгород-сіверський князь Ігор Святославич після поразки руських дружин під час битви на р. Каяла в 1185 р. (втік за допомогою половця Лабора). Похід Ігоря Святославовича на половців 1185 р. оспіваний у поемі «Слово о полку Ігоревім».
Від 1187 політика Кончака стосовно руських князів змінилася: донька Кончака Свобода і син Ігоря Святославича Володимир Ігорович одружилися.

## У мистецтві
- Є персонажем опери «Князь Ігор» Олександра Бородіна. Його партію виконув бас Василь Цвєтков[2].